# Legge di Amagat
In fisica e in chimica, la legge dei volumi parziali di Amagat afferma che:
il volume totale occupato da una miscela di gas ideali, a temperatura e pressione fissate, è uguale alla somma dei singoli volumi che ogni gas occuperebbe nelle medesime condizioni di temperatura e pressione.
Il volume parziale {\displaystyle v_{i}} è quindi il volume che le {\displaystyle n_{i}} moli del componente i-esimo della miscela occuperebbero se venissero mantenute invariate le condizioni di temperatura T e pressione P.
Più precisamente, il volume V di una miscela di q gas può essere definita come:
{\displaystyle V=\sum _{i=1}^{q}v_{i}=v_{1}+v_{2}+...+v_{q}}
dove {\displaystyle v_{i}} rappresenta il volume parziale dell'i-esimo componente.
La legge afferma inoltre che il volume parziale {\displaystyle v_{i}} di un componente i-esimo della miscela è pari al prodotto del volume totale con la frazione molare dello stesso componente. In formule:
{\displaystyle v_{i}=V\cdot {\frac {n_{i}}{n}}=V\cdot x_{i}}
La legge di Amagat prende il nome dal chimico Émile-Hilaire Amagat, che la formulò nel 1880.